# 吕费堡
吕费堡（法語：Ruffey-le-Château，法語發音：[ʁyfɛ lə ʃato]）是法国杜省的一个市镇，属于贝桑松区。

## 地理
吕费堡（47°17'15"N, 5°47'54"E）面积7.25 平方千米，位于法国勃艮第-弗朗什-孔泰大區杜省，该省份为法国东部内陆省份，北起上索恩省，西接汝拉省，东部及东南部与瑞士接壤，东北部与贝尔福地区省接壤。
与吕费堡接壤的市镇（或旧市镇、城区）包括：布吕塞、比尔日耶、奥尼翁河畔舍维涅、弗拉内、勒科洛涅、马尔奈。

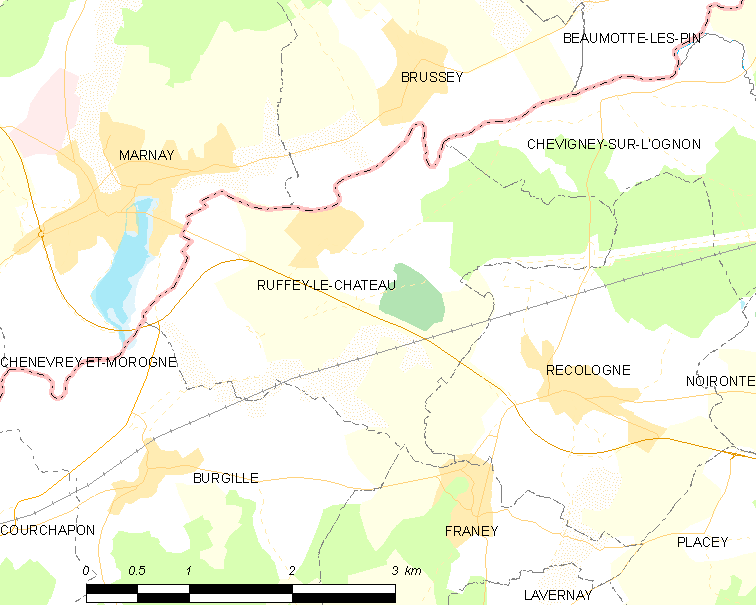
吕费堡的OSM定位图

吕费堡的时区为UTC+01:00、UTC+02:00（夏令时）。

## 行政
吕费堡的邮政编码为25170，INSEE市镇编码为25510。

## 政治
吕费堡所属的省级选区为圣维特县。

## 人口

1962-2008年间吕费堡人口变化图示

吕费堡于2022年1月1日时的人口数量为366人。